# Leatherbee Woods
Leatherbee Woods ist ein 8 Acres (3,2 ha) großes Naturschutzgebiet in Boston im Bundesstaat Massachusetts der Vereinigten Staaten, das von der Organisation The Trustees of Reservations verwaltet wird.

## Schutzgebiet
Das seit 2014 von den Trustees verwaltete Gebiet liegt an der Stadtgrenze zu Brookline und besteht zum größten Teil aus einem Rot-Ahorn-Sumpf, der sich bis auf die unmittelbar angrenzenden Schutzgebiete Hancock Woods Reservation sowie Hoar Wildlife Sanctuary erstreckt. Es gibt einige Wanderwege sowie Möglichkeiten zur Vogelbeobachtung.